# Göteborgskoloristerna
Göteborgskoloristerna är en beteckning på ett antal konstnärer, som hade sin hemvist i Västsverige. De flesta av dem hade varit elever på Valands målarskola på 1920-talet med Tor Bjurström som lärare. 

## Verksamhet
Under 1930-talet uppmärksammades en grupp målare, som hade ett färglyriskt drag som skilde dem från andra samtida färgdyrkare. Beteckningen Göteborgskoloristerna blev ett vedertaget namn på dessa sedan en bok om dem utkom 1948. Det gemensamma för dem är det intensiva, sinnliga och ibland lidelsefulla färgspråket, parad med en ofta summariskt återgiven form. De var sinsemellan mycket olika och framträdde aldrig i grupp.
| ”              | Ty att måla är främst att dikta och återge i färg. Spelar inte färgen första rollen kan det visserligen vara konst men inte måleri. | „ |
| – Ivan Ivarson | |   |

Till göteborgskoloristerna räknas i främsta rummet Åke Göransson, Ivan Ivarson, Ragnar Sandberg och Inge Schiöler. Förutom dessa fyra brukar även inräknas Folke Andreasson, Inga Englund-Kihlman, David Larsson, Alf Lindberg, Ragnvald Magnusson, Nils Nilsson, Karin Parrow, Olle Pettersson, Waldemar Sjölander och Erling Ärlingsson. Det kan här också nämnas att Birger Simonsson vid sidan av Gösta Sandels utgjorde grundläggare av det färglysande västkustmåleriet, ur vilket "göteborgskolorismen" utvecklades.
Göteborgskoloristerna är rikt representerade på Göteborgs konstmuseum. 
Tor Bjurström var föreståndare på Valands Konstskola 1920–1929 och efterträddes av Sigfrid Ullman 1929–1938, som delvis hade andra stilideal, även om båda var tidigare Matisse-elever. Bland annat lade Ullman mycket större vikt på form i sin undervisning, där teckning hade en stor plats. De av Ullmans elever som främst kom att ägna sig åt måleri kallas också ibland göteborgskolorister, men de har en mera dämpad färgskala och en större fasthet i teckningen. Två av dessa var Alf Lindberg och Per Lindekrantz.

## Eftermäle
Föreläsningssalarna i Medicinarelängan på Medicinareberget vid Göteborgs universitet är döpta efter flera av Göteborgskoloristerna.